# ترانه تنبلی
«ترانه تنبلی» تک‌آهنگی از هنرمند اهل ایالات متحده آمریکا برونو مارس است که در ۱۵ فوریه ۲۰۱۱ منتشر شد.
این تک‌آهنگ در چارت‌های، دانمارک، بریتانیا، در رتبه اول و در چارت‌های والونیا، اسکاتلند، ایرلند، استرالیا، لهستان، فلاندرز، سوئیس، نیوزلند، اتریش، جزو ده ترانه اول قرار گرفت.